# Pleospora pelagica
Pleospora pelagica är en svampart som beskrevs av T.W. Johnson 1956. Pleospora pelagica ingår i släktet Pleospora och familjen Pleosporaceae.   Inga underarter finns listade i Catalogue of Life.